# Vila Antonína Černého
Vila Antonína Černého je vlastní rodinná vila architekta Černého, která stojí v Praze 6-Dejvících v ulici Matějská v severozápadní části Osady Baba. Je součástí Městské památkové zóny Baba.

## Historie
Vlastní dům si architekt Antonín Černý navrhl již v letech 1939–1940, postavit jej však mohl až těsně po skončení války roku 1947. Dům stojící na jižní straně Matějské ulice je poslední, který nabízí výhledy na Prahu. Svým pojetím se dobře začlenil do původní urbanistické koncepce Baby a na dlouhou dobu se stal jednou z posledních osobitých staveb, které na Babě vznikly.

## Popis
Pozdně funkcionalistická vila se od ostatních vyznačuje několika výraznými prvky. Nejnápadnější z nich je široké vysazení střechy, jejíž okraj je v nárožích zalomen a podhled obložen dřevem. Uprostřed čelní fasády je velké kruhové okno, malá okna v přízemí jsou horizontálně protáhlá a směrem do zahrady se otevírají okna velká. Některé otvory ve fasádě jsou zamřížované.
Pod jednotící markýzou v přízemí je vstup do domu i vjezd do garáže. Na nároží v prvním patře je měkce zaoblený balkon se zábradlím kombinujícím plnou a tyčovou část. Druhé nároží je uzavřené, s trojicí oken s vlastní symetrií.